# Distretto di Kusapín
Il distretto di Kusapín è un distretto di Panama nella comarca indigena di Ngäbe-Buglé con 20.909 abitanti al censimento 2010. Il capoluogo è Kusapín

## Geografia antropica

### Suddivisioni amministrative
Il distretto è suddiviso in sette comuni (corregimientos):
- Kusapín
- Bahía Azul
- Calovébora
- Loma Yuca
- Río Chiriquí
- Tobobe
- Valle Bonito